# Адміністративний устрій Юр'ївського району
Адміністративний устрій Юр'ївського району — адміністративно-територіальний поділ Юр'ївського району Дніпропетровської області на 1 селищну раду та 11 сільських рад, які об'єднують 53 населені пункти та підпорядковані Юр'ївській районній раді. Адміністративний центр — смт Юр'ївка.

## Список радЮр'ївського району
| №  | Назва                         | Центр             | Населені пункти                                                                                        | Площа км² | Місце за площею | Населення (2001), чол. | Місце за населенням |
| -- | ----------------------------- | ----------------- | --- | --------- | --------------- | ---------------------- | ------------------- |
| 1  | Юр'ївська селищна рада        | смт Юр'ївка       | смт Юр'ївка с. Бразолове с-ще Жемчужне с. Івано-Межиріцьке с. Новогригорівка с. Українське             |           |                 |                        |                     |
| 2  | Варварівська сільська рада    | c. Варварівка     | c. Варварівка с. Вербське с. Весела Гірка с. В'язівське-Водяне с. Призове с. Широка Балка с. Юр'ївське |           |                 |                        |                     |
| 3  | Вербуватівська сільська рада  | c. Вербуватівка   | c. Вербуватівка с. Долина с. Нижнянка                                                                  |           |                 |                        |                     |
| 4  | Жемчужненська сільська рада   | c. Жемчужне       | c. Жемчужне с. Варламівка с. Василівка с. Затишне с. Катеринівка с. Кіндратівка                        |           |                 |                        |                     |
| 5  | Новов'язівська сільська рада  | c. Новов'язівське | c. Новов'язівське с. Водяне с. Дубове с. Зарічне с. Орлівське                                          |           |                 |                        |                     |
| 6  | Новоіванівська сільська рада  | c. Новоіванівське | c. Новоіванівське с. Новотимофіївське с. П'ятихатки                                                    |           |                 |                        |                     |
| 7  | Олександрівська сільська рада | c. Олександрівка  | c. Олександрівка с. Комсомольське с. Оленівка с. Сергіївка                                             |           |                 |                        |                     |
| 8  | Олексіївська сільська рада    | c. Олексіївка     | c. Олексіївка с. Новочорноглазівське с. Пшеничне с. Сокільське с. Улянівка с. Федорівське              |           |                 |                        |                     |
| 9  | Преображенська сільська рада  | c. Преображенка   | c. Преображенка с. Білозерське с. Голубівське с. Новомосковське с. Первомайське                        |           |                 |                        |                     |
| 10 | Чаплинська сільська рада      | c. Чаплинка       | c. Чаплинка с. Новостроївка                                                                            |           |                 |                        |                     |
| 11 | Чернявщинська сільська рада   | c. Чернявщина     | c. Чернявщина с. Терни с. Чорноглазівка с. Яблунівка                                                   |           |                 |                        |                     |
| 12 | Шандрівська сільська рада     | c. Шандрівка      | c. Шандрівка с. Новошандрівка                                                                          |           |                 |                        |                     |